# Avesgölen
Avesgölen är en sjö i Vaggeryds kommun i Småland och ingår i Lagans huvudavrinningsområde. Sjön är 5,5 meter djup, har en yta på 0,036 kvadratkilometer och är belägen 280 meter över havet.